# Ordonnance du 5 juillet 1315
Édit du 3 juillet 1315
Abolition du servage dans le domaine royal Édit du 8 août 1779
Abolition de la mainmorte, du droit de suite et de la servitude personnel dans le domaine royal
Par l'ordonnance royale du 5 juillet 1315, Louis X taxe les serfs du domaine royal refusant de racheter leur affranchissement.

## Contenu de l'ordonnance
LOUIS, par la grace de Dieu, Roi de France & de Navarre, à nos amez & feaux, Maistre Sainte de Cahumont & Maître Nicole de Braye : Salut & dilection. Comme nous aions de nouvel par notre grant Conseil, generaument ordené pour l'onneur & le bon renom de notre Royaume, & pour le bien de notre peuple, que il puisse demourer plus en pais sous Nous, que toutes manières de gents qui sont en servitudes, tant comme à Nous appartient, pour Nous & pour nos hoirs, soient mis à franchise par bonnes conditions, si comme il est plainement contenu en nos autres Lettres, & pourroit estre que aucuns par mauvez conseil & par deffaute de bons avis, charroient en desconnaissance de si grant benefice & de si grant grace, que il voudroit mieus demourer en la chetiveté de servitude que venir à estat de franchise ; Nous vous mandons & commettons que vous de telles personnes, pour l'aide de notre présente guerre, considérée la quantité de leurs biens, & les conditions de la servitude de chascun, vous en leviez si souffisamment & si grandement comme la condition & la richesse des personnes pourront bonnement souffrir, & la nécessité de notre guerre le requiert. 

Donné à Paris, le cinq jour de Juillet, l'an de grace mil trois cens quinze.

NOTE.

Registre A. DE la Chambre des Comptes de Paris, sol. 28.

## Source et références
1. ↑  Louis Guillaume de FILEVAULT & Louis-Georges-Oudard Feudrix BRÉQUIGNY, Ordonnances des Roys de France de la troisieme race, recueillies par ordre chronologique. Onzième volume,  Paris, Imprimerie royale, 1769